# Ida Gawell-Blumenthal

Ida Gawell-Blumenthal in Volkstracht, um 1904

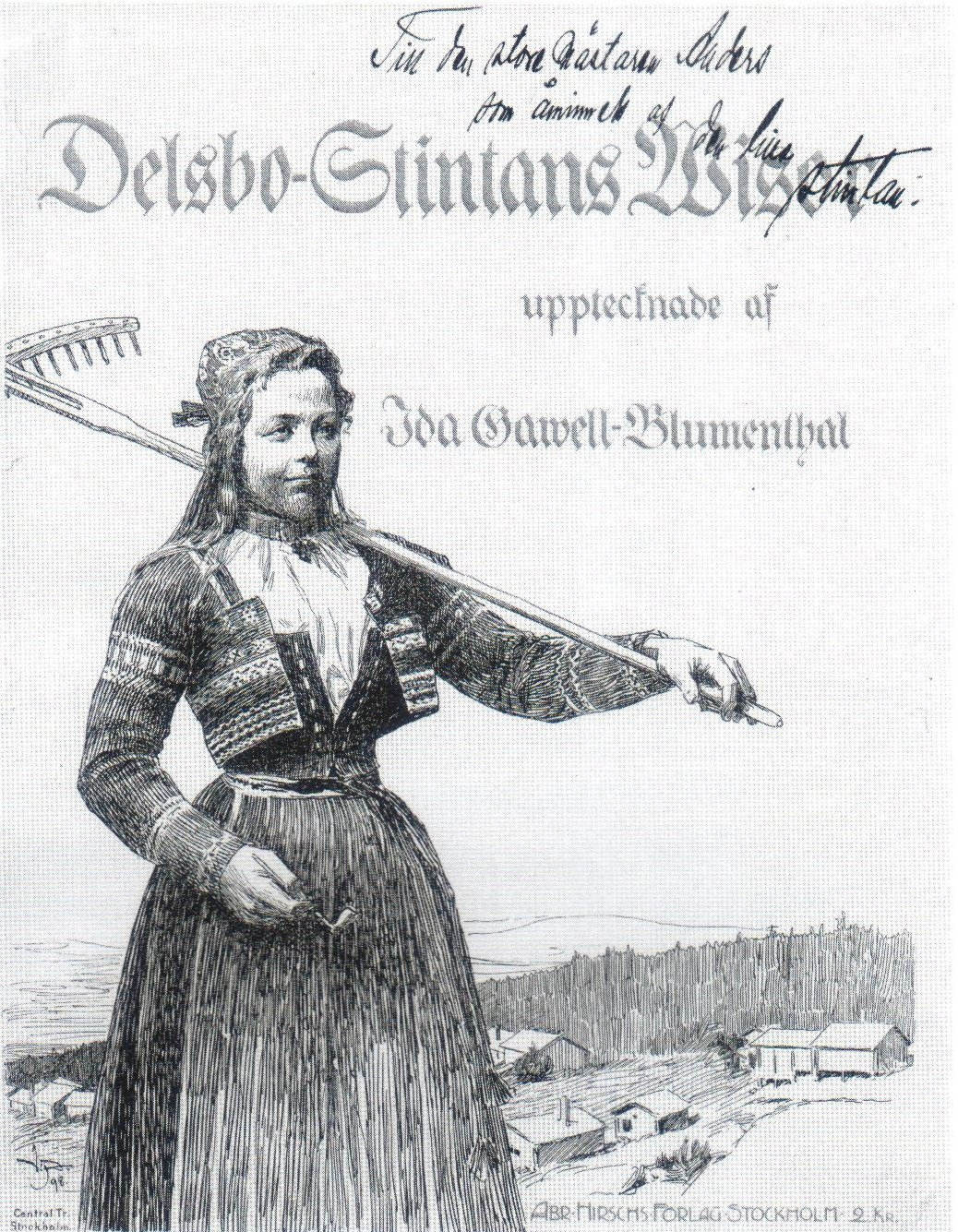
Umschlag zu einer von ihr geschaffenen Sammlung von Liedern.

Ida Albertina Gawell-Blumenthal (* Gawell 4. November 1869 im Kirchenspiel Arbrå, Hälsingland; † 14. Mai 1953 in Stockholm) war eine schwedische Verfasserin, Geschichtenerzählerin, Sängerin und Chronistin ihrer Herkunftsregion.

## Biografie
Gawell-Blumenthal war die Tochter eines Pfarrers und einer Hausfrau. Ihr Vater starb als sie zwölf Jahre alt war und die Familie zog nach Gävle, wo sie eine Mädchenschule besuchte. Im Zusammenhang mit ihrer Konfirmation war sie für ein Jahr in ihrem Heimatort und sie begeisterte sich für die Geschichten der Dienerinnen und für die Psalmodikon-Spieler aus dem Armenhaus. Zurück in Gävle erhielt sie eine Anstellung bei der Zeitung Norrlands-Posten, wo sie 1895 einen Kaffeenachmittag in der Tradition der Umgebung von Delsbo organisierte.
Die Nachricht von diesem Ereignis erreichte den Ethnographen Artur Hazelius, der Gawell-Blumenthal zum Freilichtmuseum Skansen in Stockholm einlud. Der Erfolg ihrer Erzählungen und Lieder war so groß, dass sie nach kurzer Zeit den Spitznamen „Delsbostintan“ (Zimmermädchen oder Fräulein aus Delsbo im Dialekt Hälsinglands) erhielt. Durch ihre Beziehungen konnten einige für Hälsingland typische Gehöfte im Museum nachgebaut werden.
In den 1890er Jahren schrieb sie sich bei der Technischen Schule (heute Konstfack) ein, um Bildhauerei zu lernen. Gleichzeitig lieferte sie für die Satire-Zeitschrift Strix Zeichnungen ab und sie trat bei der Stockholmer Ausstellung 1897 auf. Ein Jahr später heiratete sie den Arzt Moritz Blumenthal und darauf folgten eine Tournee in die Gebiete schwedischer Auswanderer in den USA. Gawell-Blumenthal trat im Radio, in Stummfilmen und in Reklamefilmen auf. Nach ihrem Tod erhielt sie ein Grab im Kirchenspiel, wo sie geboren wurde. In Delsbo steht seit 2003 eine Statue von ihr und im Kulturhaus wird jedes Jahr im Sommer ihr Ehrentag gefeiert.

## Publikationen (Auswahl)
Zu den von ihr veröffentlichen Werken zählen.
- Gamla danslåtar från Hälsingland, 1898 (Liedersammlung)
- Stintans Amerikafärd, 1908 (Reisebeschreibung)
- Från hembygd och färdvägar, 1913
- Delsbo, 1915 (kommentiertes Fotowerk)
- Hälsingehistorier, 1945 (gesammelte Erzählungen)
- Artikel in Idun 1931 und 1932 (selbstbiografische Beiträge)